# George W.P. Hunt
Pour les articles homonymes, voir George Hunt et Hunt.
George W.P. Hunt, né le 1er novembre 1859 à Huntsville (Missouri) et mort le 24 décembre 1934 à Phoenix (Arizona), est un homme politique démocrate américain.